# Kurapika
Kurapika (クラピカ? Curarpikt nei titoli di coda italiani e nei titoli degli episodi dell'anime del 1999) è un personaggio della serie manga e anime Hunter × Hunter, scritta e disegnata da Yoshihiro Togashi.
Con la compagnia di Gon, Killua e Leorio intraprenderà il viaggio che lo porterà a diventare un Hunter e proprio grazie a questo titolo spera di ottenere informazioni utili alla ricerca e al successivo annientamento della Brigata Fantasma.

## Aspetto
Kurapika ha diciassette anni, è alto 171 cm e possiede una corporatura asciutta e non particolarmente muscolosa. Nel manga i suoi occhi appaiono color castano scuro mentre nell'anime vengono presentati color nero (perché porta delle lenti a contatto); i capelli, molto ordinati e biondi, gli arrivano fino al collo.
Il suo vestiario è composto generalmente dalle tenute tipiche del suo clan mentre dalla serie dell'elezione del tredicesimo presidente degli hunter lo si vede indossare un completo nero. All'orecchio sinistro porta un orecchino su cui è incastonata una piccola pietra rossa.

## Carattere
Kurapika è un personaggio calmo, analitico, serio ed estremamente intelligente, in possesso di un'ottima dialettica e di un'enorme conoscenza. Queste capacità, unite alla facilità con cui analizza e risolve anche le situazioni più complesse, salveranno lui e i suoi amici diverse volte: la prima si verifica durante l'esame per diventare Hunter quando nel corso della quarta prova, attraverso una serrata mediazione, convince Hisoka a prendersi una delle loro targhette senza sapere quale fosse.
Nonostante l'apparente freddezza ha dimostrato diverse volte di tenere molto ai suoi amici, ha un cuore d'oro ed è anche gentile, disponibile e altruista; quando si tratta della Brigata Fantasma, tuttavia, sa essere spietato, estremamente violento e vendicativo.

## Storia
Kurapika è l'ultimo sopravvissuto dei Kurta: quando era ancora bambino il suo clan venne sterminato da un'organizzazione criminale nota come Brigata Fantasma intenzionata a impadronirsi dei loro preziosi occhi scarlatti, che si manifestano quando gli appartenenti al clan sono sottoposti a forti emozioni e che sono considerati una delle meraviglie del mondo dal valore economico incalcolabile.
Nel film Hunter × Hunter: Phantom Troupe si scopre che il clan era composto da centoventotto membri; il giovane si era allontanato per cercare un medico per il suo amico Pairo, che soffriva di problemi di vista, e in quelle sei settimane avvenne il massacro. Kurapika trovò il villaggio raso al suolo e gli abitanti orribilmente massacrati e privati dei loro occhi; la Brigata lasciò inoltre un messaggio sul corpo del capo tribù in cui dichiarava di avere preso ciò che voleva e intimando a chi leggesse di non andarli a cercare: questo segnò definitivamente la vita del ragazzo, che da quel momento si concentrò esclusivamente sul trovare e sterminare tutti i membri del Ragno (nome con cui è nota la Brigata per via del tatuaggio che ogni membro possiede).
Kurapika decide quindi di entrare nei Blacklist Hunter, specializzati nella caccia ai più pericolosi ricercati al mondo, in modo da avere maggiori possibilità di riuscire nel suo intento; proprio durante l'esame verrà a conoscenza del successivo obiettivo della Brigata, rivelatogli da Hisoka. Poco dopo il superamento dell'esame viene addestrato da un maestro Nen per circa un mese: in questo periodo compie dei progressi rapidissimi ma si rende conto di dovere acquisire un potere molto superiore. Il suo maestro inizialmente gli consiglia di non andare in cerca di vendetta, pur sapendo che non potrà mai liberarsi dalla responsabilità che prova verso la sua tribù, ma quando scopre che quando i suoi occhi diventano rossi il suo Nen passa dal gruppo della Materializzazione a quello della Specializzazione gli suggerisce, per rendere quasi invulnerabile la sua catena, di applicare su di sé dei vincoli che la renderanno tanto più forte quanto più saranno severi.
Subito dopo Kurapika ottiene un lavoro presso la famiglia Nostrad; mentre fa da guardia, insieme ai suoi colleghi, a Neon Nostrad viene mandato con altri tre a inseguire alcuni membri della Brigata riuscendo dove la mafia aveva fallito, ovvero catturare uno dei suoi membri (il gigantesco Ubor). Quest'ultimo verrà liberato dai suoi compagni e ucciderà il leader del gruppo di protezione di Neon sviluppando un forte desiderio di vendicarsi su Kurapika, soprannominato da quel momento "il bastardo con la catena". Subito dopo Light Nostrad nomina Kurapika nuovo leader del gruppo.
Kurapika non si farà intimidire e accetterà la sfida di Ubor, riuscendo a ucciderlo grazie alle sue catene e ai suoi occhi: durante lo scontro lo stesso Kurapika rivela il loro spaventoso potere, che consiste nella possibilità di usare ogni categoria Nen al 100% (cosa normalmente impossibile) quando diventano scarlatti. Successivamente riuscirà persino a catturare il capo dei Ragni, Chrollo Lucifer; sapendo tuttavia che Gon e Killua sono prigionieri della Brigata e ricordando le parole del suo maestro, lo lascia andare ma gli impone le sue catene obbligandolo a rispettare due regole: non potrà né usare il Nen né contattare gli altri ragni.
Dopo che Gon e Killua entrano in Greed Island non si sa più nulla di lui tranne che ha mantenuto il proprio lavoro e che pare occuparsi lui di aiutare Nostrad, in crisi per via della perdita dei poteri di Neon, a gestire gli affari. Viene contattato poco dopo dalla telefonata di Killua, preoccupato di avere trovato il nome del capo della Brigata dentro il gioco: Kurapika, per nulla impaurito, afferma che non può trattarsi di lui poiché per entrare si deve essere in grado di utilizzare il Nen e il vincolo che ha imposto a Chrollo non è stato rimosso. Benché consapevole che gli altri Ragni stiano cercando di rimuovere tale impedimento al loro capo Kurapika non se ne cura. Non è ben chiaro se, dopo i fatti di York New City, Kurapika abbia abbandonato i suoi propositi di vendetta verso la Brigata Fantasma o se stia solo aspettando il momento giusto per attaccarli. Dal canto loro i Ragni sono più che mai intenzionati a ucciderlo.
Kurapika viene in seguito contattato da Leorio, venuto a sapere delle gravi condizioni in cui versa Gon in seguito alla missione contro le formichimere, senza però rispondere alla chiamata. Al termine delle elezioni del nuovo presidente degli Hunter, a cui Kurapika non partecipa, e alla guarigione di Gon, lo si rivede in una chiesa mentre partecipa a un funerale per i suoi defunti compagni dopo avere recuperato alcuni dei loro occhi.
Dopo l'elezione Mizaistom, su consiglio di Leorio, propone a Kurapika di entrare a fare parte dello Zodiaco degli Hunter e di partecipare alla spedizione nel Continente Oscuro: dopo l'iniziale rifiuto Kurapika accetta quando Mizaistom gli rivela che il proprietario di alcuni occhi dei Kurta, il quarto principe di Kakin Tserriednich Hoicoro, parteciperà alla spedizione. Kurapika entra quindi a fare parte dello Zodiaco prendendo il posto di Pariston Hill, il quale segue il progetto del viaggio nel Continente Oscuro come ordinatogli dal figlio del precedente presidente Beyond Netero. Visto l'evolversi degli eventi Mizaistom prenderà in seria considerazione la presenza di un traditore all'interno dello Zodiaco, che si rivelerà essere - grazie proprio a Kurapika - Saiyu. Kurapika non è a conoscenza che la Brigata è salita a bordo clandestinamente insieme al capo Quoll.

## Poteri e abilità
Kurapika, in quanto membro del clan Kurta, possiede degli occhi che diventano rosso scarlatto in situazioni in cui i membri della tribù provano emozioni violente; si ipotizza che tale tonalità derivi dall'elevato numero di vasi sanguigni presenti all'interno del bulbo oculare e dai battiti cardiaci stranamente irregolari che caratterizzano tale stato. Con il tempo Kurapika impara ad attivarli a piacere e a sfruttarli per ottenere un potere Nen devastante. È inoltre dotato di qualità fisiche, combattive e intellettuali eccezionali.

### Nen
Il Nen di Kurapika appartiene al gruppo della Materializzazione; successivamente scoprirà che quando i suoi occhi diventano scarlatti il suo Nen passa al gruppo della Specializzazione ed è in grado di usare qualsiasi tipo di Nen al 100%. Questo potere, chiamato Emperor Time (エンパラータイム? 'Dominio Assoluto nella versione italiana), lo rende estremamente forte ma presenta anche una controindicazione molto pericolosa: per ogni secondo che Kurapika lo usa, la sua vita si accorcia di un'ora.

#### Tecniche Nen
Kurapika usa in battaglia delle catene, create con il suo stesso potere, che si estendono dalle dita della mano destra lungo tutto il braccio; tenendole costantemente materializzate, fa credere di appartenere alla categoria della Manipolazione, in modo che il nemico si focalizzi su di esse mentre Kurapika può rendere invisibile quella che usa per attaccare tramite l'In e colpire in modo letale. Nonostante le sue catene siano molto forti, i poteri supplementari garantiti da queste ultime, soprattutto quella del Giudizio, la Sacra e la Ladra, hanno grande bisogno dell'Emperor Time per potere essere sfruttate con efficacia.
- Pollice - Catena Sacra: Questa catena ha una croce all'estremità ed è legata alla categoria del Potenziamento. Permette di guarire le ferite con una velocità e un'efficacia incredibili.
- Indice - Catena Ladra: Questa catena, legata alla categoria della Trasformazione e avente la forma di una siringa, infilza l'avversario aspirandone il Nen; se utilizzata a lungo, può portare il nemico in uno stato simile allo Zetsu. Tramite questa catena Kurapika prende in prestito l'abilità nen dell'avversario, che può utilizzare grazie all'Emperor Time: in questa occasione compare un delfino che viene equipaggiato del potere rubato e che lo analizza e ne rivela le abilità. Finché non viene utilizzato non è possibile equipaggiare un nuovo potere. Non è chiaro se l'avversario non possa utilizzare i propri poteri una volta rubati o se ciò avvenga solo se la sua aura è stata aspirata fino allo Zetsu.
- Medio - Catena della Prigionia: Questa catena, legata alla categoria della Concretizzazione, soggioga l'avversario applicandogli uno Zetsu forzato e pertanto può essere rotta solamente con la forza fisica (Uvorghin, il più forte fisicamente della Brigata, non ci è comunque riuscito). Ha un gancio all'estremità e Kurapika può usarla solo sui membri della Brigata Fantasma a causa delle condizioni che lui stesso ha applicato alla propria catena: se dovesse usarla contro altri, la Catena del Giudizio si conficcherebbe nel suo cuore uccidendolo. Grazie a queste condizioni Kurapika ha reso la sua catena praticamente indistruttibile ed essa si rafforza proporzionalmente alla sua determinazione.
- Anulare - Catena della Pressione: Questa catena, legata alla categoria dell'Emissione, indica la velocità dei battiti cardiaci di una persona, ma può essere utilizzata anche come arma tramite la sfera che presenta all'estremità. Kurapika la usa anche per compiere ricerche e localizzare sia oggetti che persone con facilità. È la catena che può usare per attaccare anche chi non fa parte della Brigata, e pertanto, pur essendo molto meno potente di quella della Prigionia, è comunque molto pericolosa.
- Mignolo - Catena del Giudizio: Questa catena ha la forma di un pugnale ed è legata alla categoria della Manipolazione; si aggroviglia attorno al cuore del bersaglio e permette di stabilire una condizione la cui violazione causa la morte della vittima. Kurapika stesso ne ha una legata al suo cuore, con l'intento iniziale di non utilizzare la Catena del Giudizio contro le persone non appartenenti alla Brigata. Ma in seguito, per timore che questa limitazione potesse ritorcerglisi contro, Kurapika legò questa restrizione solo alla Catena della Prigionia. Kurapika, per sua stessa ammissione, può utilizzare la Catena del Giudizio solo quando i suoi occhi diventano di colore scarlatto.

## Curiosità
Come gli altri protagonisti della storia, Kurapika è fortemente somigliante ad uno dei protagonisti di un'opera precedente dell'autore, cioè Kurama di Yu degli Spettri. Entrambi infatti sono caratterizzati dall'aspetto androgino e da un atteggiamento estremamente mite, il quale nasconde, però, una mente geniale che li rende i membri che fanno più affidamento sulla strategia, nei loro gruppi. I due, inoltre, combattono con delle armi simili: una frusta nel caso di Kurama, delle catene nel caso di Kurapika.